# العلاقات البوروندية اللبنانية
العلاقات البوروندية اللبنانية هي العلاقات الثنائية التي تجمع بين بوروندي ولبنان.

## مقارنة بين البلدين
هذه مقارنة عامة ومرجعية للدولتين:
| وجه المقارنة                                              | بوروندي                                    | لبنان                                                                |
| --------------------------------------------------------- | ------------------------------------------ | -------------------------------------------------------------------- |
| المساحة (كم2)                                             | 27.83 ألف                                  | 10.45 ألف                                                            |
| عدد السكان (نسمة)                                         | 10.86 مليون                                | 6.10 مليون                                                           |
| الكثافة السكانية (ن./كم²)                                 | 390.23                                     | 583.73                                                               |
| العاصمة                                                   | بوجومبورا، جيتيغا                          | بيروت                                                                |
| اللغة الرسمية                                             | اللغة الكيروندية، لغة فرنسية، لغة إنجليزية | اللغة العربية، لغة فرنسية                                            |
| العملة                                                    | فرنك بوروندي                               | ليرة لبنانية                                                         |
| الناتج المحلي الإجمالي (بليون دولار)                      | 3.48 مليار                                 | 51.84 مليار                                                          |
| الناتج المحلي الإجمالي (تعادل القوة الشرائية) بليون دولار | 8.13 مليار                                 | 81.54 مليار                                                          |
| الناتج المحلي الإجمالي الاسمي للفرد دولار أمريكي          | 277                                        | 8.05 ألف                                                             |
| الناتج المحلي الإجمالي للفرد دولار أمريكي                 | 77                                         | 17.46 ألف                                                            |
| مؤشر التنمية البشرية                                      | 0.400                                      | 0.769                                                                |
| رمز المكالمات الدولي                                      | +257                                       | +961                                                                 |
| رمز الإنترنت                                              | .bi                                        | .lb                                                                  |
| المنطقة الزمنية                                           | ت ع م+02:00                                | ت ع م+02:00، ت ع م+03:00، توقيت شرق أوروبا، توقيت شرق أوروبا الصيفي ‏ |

## منظمات دولية مشتركة
يشترك البلدان في عضوية مجموعة من المنظمات الدولية، منها:
| علم المنظمة | اسم المنظمة                               | تاريخ انضمام بوروندي | تاريخ انضمام لبنان |
| ----------- | ----------------------------------------- | -------------------- | ------------------ |
|             | مؤسسة التنمية الدولية                     | 28 سبتمبر 1963       | 10 أبريل 1962      |
|             | يونسكو                                    | 16 نوفمبر 1962       | 4 نوفمبر 1946      |
|             | وكالة ضمان الاستثمار متعدد الأطراف        | 10 مارس 1998         | 19 أكتوبر 1994     |
|             | الأمم المتحدة                             | 18 سبتمبر 1962       | 24 أكتوبر 1945     |
|             | الاتحاد البريدي العالمي                   | ?                    | ?                  |
|             | البنك الدولي للإنشاء والتعمير             | 28 سبتمبر 1963       | 14 أبريل 1947      |
|             | الاتحاد الدولي للاتصالات                  | 16 فبراير 1963       | 12 يناير 1924      |
|             | منظمة حظر الأسلحة الكيميائية              | ?                    | ?                  |
|             | مؤسسة التمويل الدولية                     | 28 نوفمبر 1979       | 28 ديسمبر 1956     |
|             | المركز الدولي لتسوية المنازعات الاستشارية | 5 ديسمبر 1969        | 25 أبريل 2003      |
|             | منظمة الشرطة الجنائية الدولية             | ?                    | ?                  |